# René Schickéle
René Schickélé (Obernai, Baix Rin, 1883 - Vence, Alps Marítims, 1940) fou un escriptor alsacià en llengua alemanya. Era fill d'un propietari vitícola i policia alemany i d'una francesa. Estudià història i literatura a Estrasburg, Zúric, París i Berlín. Fou amic d'Otto Flake i Ernst Stadler.
Fou un poeta d'una gran riquesa verbal, palesa influències de Maurice Maeterlinck. Fou també traductor de Gustave Flaubert a l'alemany. Del 1915 al 1919 edità la revista expressionista Weissen Blätter (Papers blancs) a Zuric. Quan acabà la Primera Guerra Mundial, i Alsàcia passà a mans franceses, preferí quedar-se a Badenweiler (Alemanya). Nogensmenys, quan es va proclamar el Tercer Reich, va fugir cap a França, d'on en va prendre la nacionalitat poc abans de morir.
El 1968 es va fundar en honor seu el Cercle René Schickéle, grup de defensa de les tradicions i la llengua alsaciana.

## Obres
- Der Fremde (L'estranger, 1909).
- Hans im Schnakenloch (Hans en el forat Gnat, 1916) (comedia teatral en alsacià)
- Das Erbe am Rhein (L'herència al Rin, 1925-31)
- Maria Capponi (1925)
- Blick auf die Vogesen (1927)
- Der Wolf in der Hürde (el llop a la ploma, 1931)
- Le retour (el retorn, 1938, última obra de l'autor, traduït a l'alemany amb el títol Heimkehr,)